# The Clash
The Clash was een Britse punkgroep, die bestond van 1976 tot 1985. De groep wordt beschouwd als een van de belangrijkste punkgroepen, die opvielen door hun sterke linkse kritiek en de verschillende stijlen die ze gebruikten in hun muziek. The Clash bestond uit Joe Strummer (zang, gitaar), Mick Jones (gitaar, zang), Paul Simonon (basgitaar) en Topper Headon (drums).

## Geschiedenis
De groep werd in juni 1976 opgericht. Manager Bernie Rhodes speelde hierbij een grote rol. Joe Strummer verliet the 101-ers en sloot zich in juni 1976 op Rhodes' verzoek aan bij Mick Jones en Paul Simonon. Drummer Terry Chimes en gitarist Keith Levene waren ook in het begin lid. Vanaf dat moment heette de band "The Clash".
Het eerste concert werd in de zomer van 1976 gegeven, in het voorprogramma van de Sex Pistols. Levene verliet al vrij snel hierna de groep. In de herfst tekende de groep een contract bij CBS Records en in 1977 werd het eerste album, The Clash, uitgebracht. Hierop stond hun eerste single White Riot. Chimes verliet de band, om vervangen te worden door Nicky 'Topper' Headon.
Met het derde album London Calling maakte de band zich los van de punk en liet zij meer muzikale invloeden horen, met hardrock, ska, jazz en r&b. Het dubbelalbum werd geproduceerd door producer Guy Stevens en in december 1979 uitgebracht. Het betekende de wereldwijde doorbraak van de band en de titelsong London Calling groeide uit tot een rockklassieker. In 1980 volgde Sandinista!, een experimenteel driedubbelalbum, waarop The Magnificent Seven stond, de eerste hit in Nederland.
In 1982 kwam het vijfde album uit, het toegankelijke en uitermate succesvolle Combat Rock. De bekendste nummers van de band, Rock the Casbah en Should I Stay or Should I Go?, waren op dit album te vinden en de plaat werd de bestverkochte uit hun carrière. Hierna viel de groep uit elkaar door drugsverslaving (Headon) en meningsverschillen tussen Strummer en Jones. Eind 1985 werd het laatste album Cut the Crap uitgebracht, waarna de band ophield te bestaan.
Should I Stay or Should I Go? kwam in 1991 in de top tien van de Nederlandse Top 40, toen het werd gebruikt in een reclame voor Levi's spijkerbroeken. In het najaar van 1999 werd Rock the Casbah tegelijkertijd gecoverd door Will Smith voor Will 2K en door Solar Twins.
In juni 2001 kwamen de vier leden van de band weer samen om de Ivor Novello Award in ontvangst te nemen, waarna geruchten over een reünie toenamen. Op 23 december 2002 overleed Strummer echter aan een hartaanval. In de lente van 2003 werd The Clash opgenomen in de Rock and Roll Hall of Fame.

## Bandleden

### Klassieke bezetting
- Joe Strummer - zang, gitaar (1976-1986)
- Mick Jones - zang, achtergrondzang, leadgitaar (1976-1983)
- Paul Simonon - zang, achtergrondzang, bas (1976-1986)
- Topper Headon - zang, drums, percussie (1977-1982)

### Andere leden
- Terry Chimes - drums (1976-1977 en 1982-1983)
- Keith Levene - leadgitaar (1976)
- Nick Sheppard - gitaar (1983-1985)
- Vince White - gitaar (1983-1985)
- Pete Howard - drums (1983-1986)

## Discografie

### Albums
| Album met eventuele hitnotering(en) in de Nederlandse Album Top 100 | Datum van verschijnen | Datum van binnenkomst | Hoogste positie | Aantal weken | Opmerkingen |
| ------------------------------------------------------------------- | --------------------- | --------------------- | --------------- | ------------ | ----------- |
| The Clash                                                           | 1977                  | -                     |                 |              |             |
| Give 'Em Enough Rope                                                | 1978                  | -                     |                 |              |             |
| London Calling                                                      | 1979                  | -                     |                 |              |             |
| Sandinista!                                                         | 1980                  | -                     |                 |              |             |
| Combat Rock                                                         | 1982                  | 29-05-1982            | 21              | 11           |             |
| Cut The Crap                                                        | 1985                  | -                     |                 |              |             |

### Compilaties
| Album met eventuele hitnotering(en) in de Nederlandse Album Top 100 | Datum van verschijnen | Datum van binnenkomst | Hoogste positie | Aantal weken | Opmerkingen                |
| ------------------------------------------------------------------- | --------------------- | --------------------- | --------------- | ------------ | -------------------------- |
| Black Market Clash                                                  | 1980                  | -                     |                 |              | Verzamelalbum van B-kanten |
| Clash on Broadway                                                   | 2004                  | -                     |                 |              | 3 cd-box                   |

### Singles
| Single met eventuele hitnotering(en) in de Nederlandse Top 40 | Datum van verschijnen | Datum van binnenkomst | Hoogste positie | Aantal weken | Opmerkingen                 |
| ------------------------------------------------------------- | --------------------- | --------------------- | --------------- | ------------ | --------------------------- |
| Hitsville U.K.                                                | 1981                  | -                     | tip 11          | -            | met Ellen Foley             |
| The magnificent seven                                         | 1981                  | 04-07-1981            | 33              | 4            | Nr. 21 in de Single Top 100 |
| Rock the casbah                                               | 1982                  | 21-08-1982            | 21              | 5            | Nr. 21 in de Single Top 100 |
| Should I stay or should I go?                                 | 1991                  | 23-03-1991            | 6               | 11           | Nr. 3 in de Single Top 100  |

### NPO Radio 2 Top 2000
| Nummers met noteringen in de NPO Radio 2 Top 2000 | '07  | '08  | '09  | '10  | '11  | '12  | '13  | '14  | '15  | '16  | '17  | '18  | '19  | '20  | '21  | '22  | '23  | '24  |
| ------------------------------------------------- | ---- | ---- | ---- | ---- | ---- | ---- | ---- | ---- | ---- | ---- | ---- | ---- | ---- | ---- | ---- | ---- | ---- | ---- |
| London Calling                                    | 589  | 1864 | 659  | 781  | 580  | 560  | 496  | 565  | 675  | 792  | 854  | 1377 | 1145 | 1072 | 1219 | 1161 | 1194 | 1284 |
| Rock the Casbah                                   | -    | -    | 1645 | 1740 | 1659 | 1698 | 1516 | 1732 | 1953 | 1765 | -    | -    | -    | -    | -    | -    | -    | -    |
| Should I Stay or Should I Go                      | 1745 | -    | 1768 | 1925 | 1831 | -    | 1946 | 1715 | 1921 | 1615 | 1128 | 1799 | 1446 | 1451 | 1936 | 1602 | -    | -    |
| The Magnificent Seven                             | -    | -    | -    | -    | -    | -    | -    | -    | -    | 1853 | 1713 | -    | -    | -    | -    | -    | -    | -    |

1. ↑  Een '-' betekent dat het nummer niet was genoteerd en een vetgedrukt getal geeft de hoogste notering van een nummer aan.
2. ↑  2007 was het eerste jaar met een notering voor The Clash.

## Trivia
- London Calling, het jaarlijkse Britpopfestival in Paradiso, is vernoemd naar het album en gelijknamige nummer van The Clash. Hierop spelen vele Engelse bandjes die vaak later doorbreken. Ook danceclubs in Johannesburg, Tokio, Helsinki en Saint Louis evenals enkele restaurants en kledingzaken zijn naar het album en nummer vernoemd.[2]